# Praetorium Agrippinae

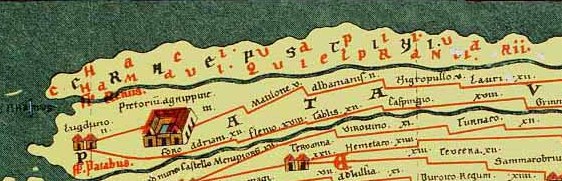
Paretorium Agrippinaeen la Tabula Peuntingeriana, entre las localidades de Matilo y Lugdunum Batavorum.

Praetorium Agrippinae (Valkenburg , Países Bajos) fue un castellum romano enclavado en la provincia Germania Inferior, que formaba parte del dispositivo defensivo del limes Germanicus en el curso inferior del río Rin, cerca de su desembocadura en el mar del Norte.

## Historia

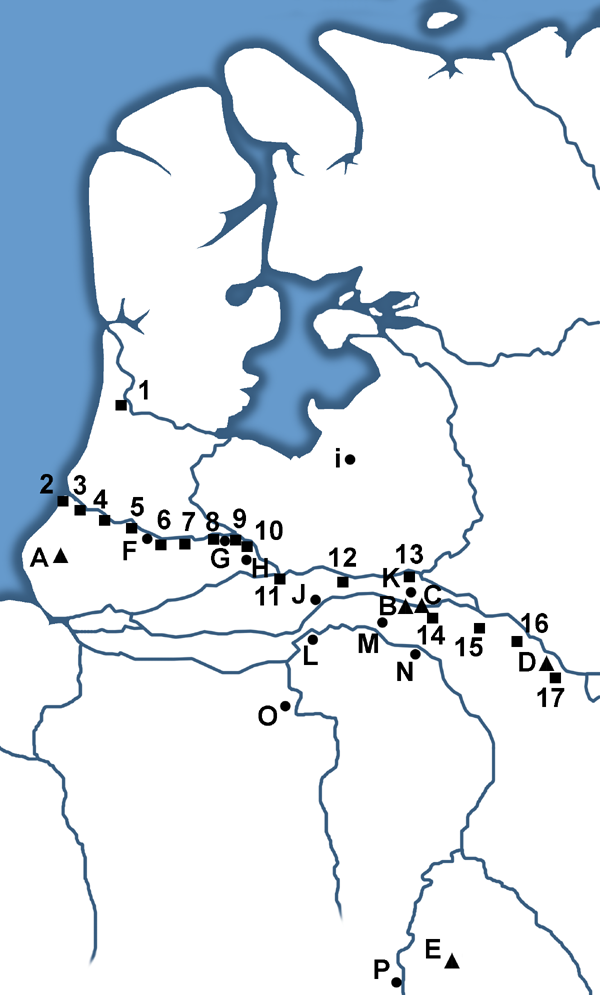
Praetorium Agrippinae dentro del ‘limes’’ del bajo Rin, con el número 3.

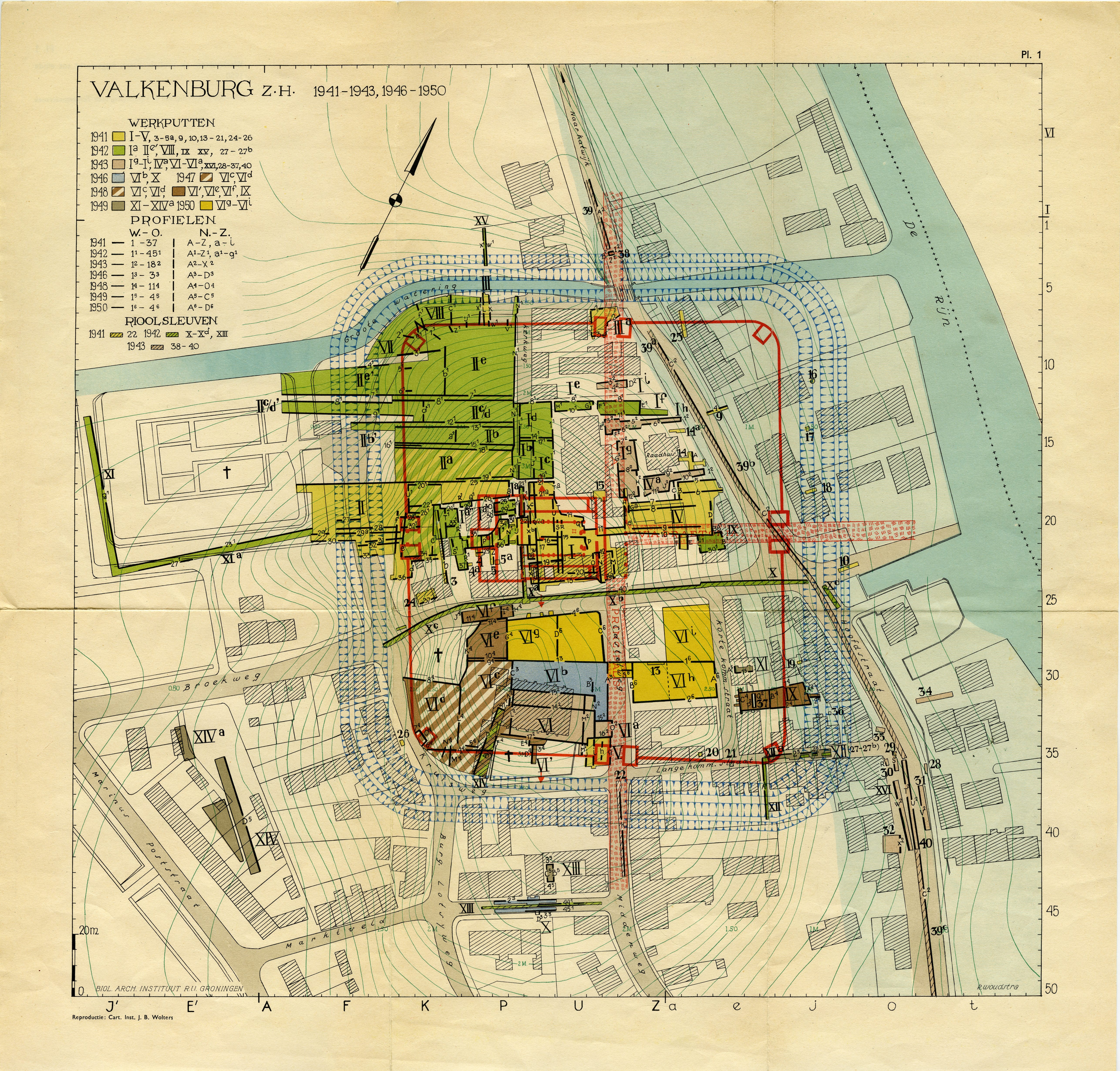
Plano de las excavaciones arqueológicas en Valkenburg.

Praetorium Agrippinae aparece citado en la Tabula Peutingeriana entre Matilo ( Leiden-Roomburg, Países Bajos) y Lugdunum Batavorum (Katwijk am Zee, Países Bajos). Fue construido dentro del territorio del pueblo germano de los cananefates a finales del año 39 o comienzos del 40 por orden del emperador Calígula durante sus operaciones simuladas de invasión de Britannia y de conquista de territorios germanos allende del Rin. El emperador decidió que este fuerte recibiese como nombre el de su madre Vipsania Agrippina, esposa de Germánico, fallecida en 33 y, al igual que su marido, querida y respetada por los soldados del limes Germanicus.
El fuerte fue construido con tierra y madera con un triple recinto adecuado para recibir una vexillatio como guarnición, evaluada en cuatro centurias y dos turmae de caballería, con un total 320 infantes y 60 jinetes. Como el resto de las fortificaciones romanas de la zona, fue destruido en 69-70 durante la rebelión de los bátavos. Aplastada ésta, fue reconstruido y guarnecido por un destacamento de la Cohors III Gallorum equitata, como indica una inscirpción erigida por uno de sus soldados.

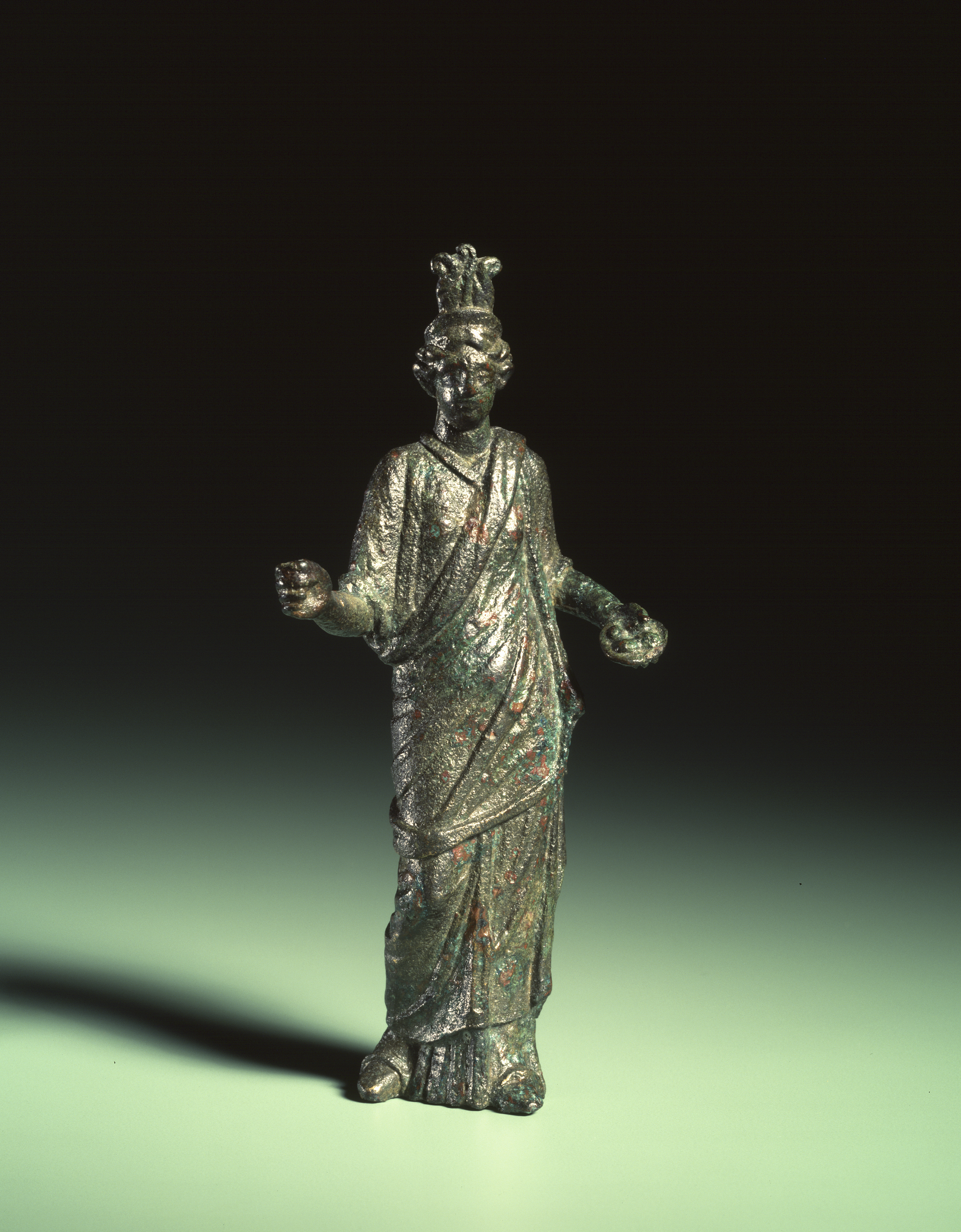
Estatuilla de bronce, romana, de la diosa Isis

Hacia 180 fue reconstruido en piedra y fue guarnecido con tropas de la Cohors IV Thracum equitata,  tal y como señala una inscripción honoraria dedicada a Trajano entre 106 y 114 y materiales de construcción sellados con su figlina.
Como el resto del dispositivo defensivo romano en el bajo Rin, sufrió la presión de las tribus germanas del otro lado del río, particularmente de los alamanes, quienes lo atacaron varias veces a partir de 240 hasta su abandono y destrucción en 275.
Fue reocupado a partir de 305, por orden de Constancio Cloro, para servir como horrea o almacén de grano y suministros destinados a abastecer al ejército de Britannia.

## Excavaciones
Las primeras excavaciones científicas en Valkenburg comenzaron en 1875 a cargo del Museo Nacional de Antigüedades de Leiden. Entre 1941 a 1953 fueron dirigidos por Albert van Giffen realizó entre 1941 y 1953 varias campañas de excavación, que permitieron delimitar la fortaleza y las diferentes fases de su ocupación, junto con numerosos hallazgos materiales; también, detectó un vicus civil con una necrópolis de unas 500 tumbas.
El nivel freático de esta zona pantanosa de las bocas del Rin ha permitido que se conserven numerosos restos orgánicos, como madera, semillas y otoros alimentos, huesos y calzado de cuero, lo que ha permitido conocer con bastante exactitud como fuern las estructuras de las casernas de los soldados y cuáles fueron sus hábitos alimenticios.
Actualmente, el contorno de la antigua fortaleza y los restos principales están señalizados.